# مضاد غير نمطي للذهان

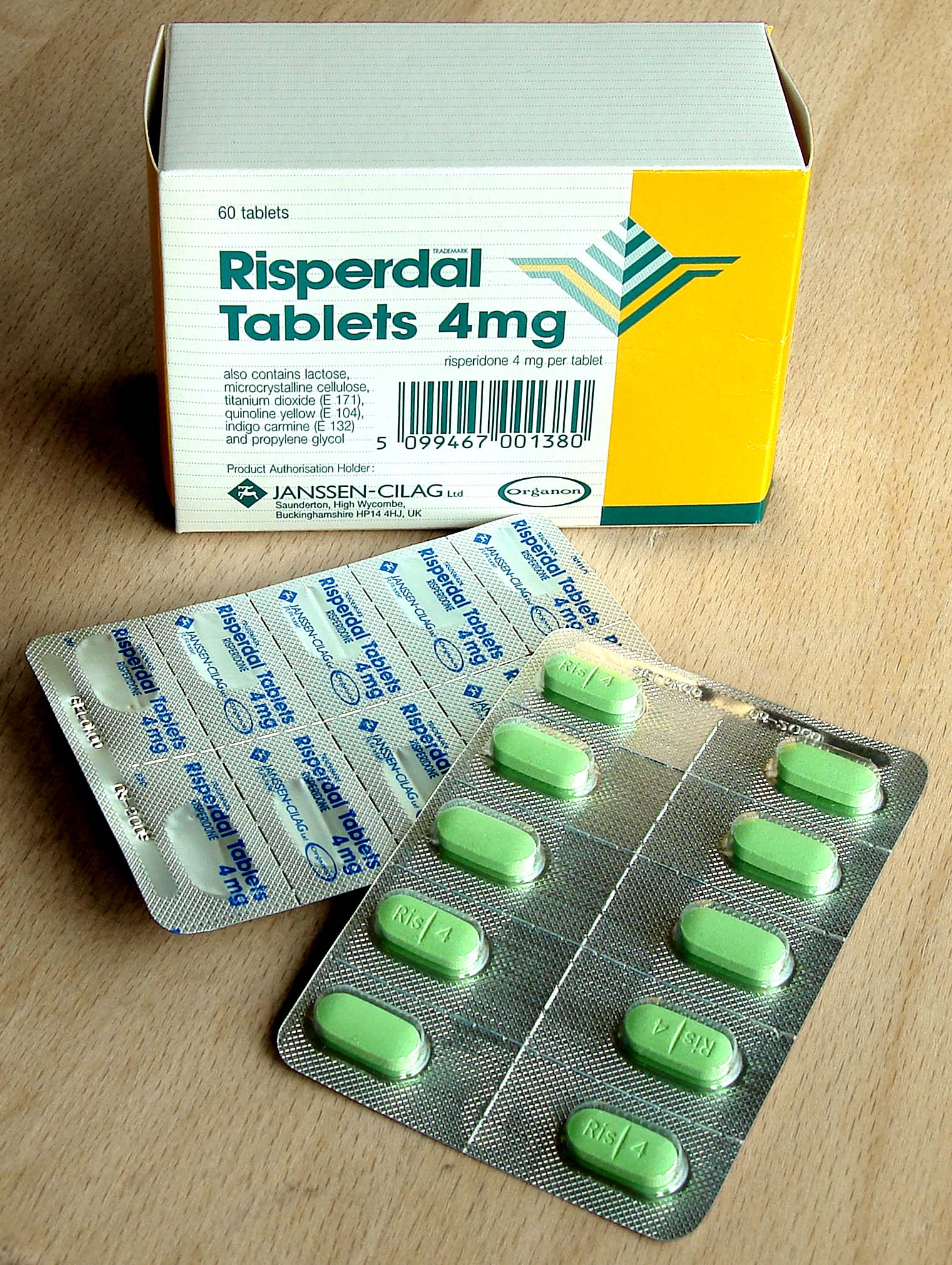
الريسبريدال مضاد غير نمطي للذهان

مضاد غير نمطي للذهان فئة من الادوية المستخدمة لعلاج الامراض النفسية. بعض الأدوية المضادة للذهان هي المعتمدة لاستخدامها في العلاج من مرض الفصام. وافقت هيئة FDA استخدام مضاد غير نمطي للذهان لعلاج تعكر المزاج الثنائي القطب. لا يوجد تعريف مقبول بشكل عام لمضادات الذهان اللا نمطية ولكن المتفق عليه أن الكلوزابين هو النموذج الأصلي.

## العقاقير المضادة للذهان
العقاقير المضادة للذهان إحدى الدعامات الأساسية في التعامل مع الشيزوفرينيا – الفصام منذ إدخال الكلوربرومازين قيد الاستخدام أواسط الخمسينات من القرن العشرين. وعدا عن تأثيراتها الأخرى فإن هذه الأدوية النمطية، مثل الكلوريرومازين والهاليبريدول Haleperidol ككابح لمستقبلات دي2 للدوبامين Dopamine D2 Receptor Blockers لها تأثير فعال. ويعتبر العقاران المذكوران ذا فعالية قوية في التخفيف من شدة الأعراض ذات المظهر الإيجابي positive symptoms مثل الهذاءات وتشوش المفاهيم والهلاوس، ولكن أثرها في الأعراض السلبية لا يكاد يذكر – مثلا ضحالة وتسطح الوجدان، وفقر التعبير اللفظي alogia وانعدام الإرادة
abulia, avolition ومحدودية الاستجابة العاطفية، أي عدم القدرة على استجابة الفرح anhydonia 
أدت الثورة الحديثة في الطب النفسي إلى اكتشاف عدد من الأدوية المضادة للفصام والتي تقوم بعمل جيد خلال أيام ولا تسبب أعراض جانبية خطيرة أو أي شكل من أشكال الإدمان. منذ أوائل تسعينات القرن 20 أخذت النظرة التقليدية لعلاج الفصام «الشيزوفرينيا» تشهد تغيرا عقب نشر دراسة مقارنة بينت أن عقار الكلوزابين clozapine أكثر فاعلية من الكلوربرومازين لدى الأشخاص المصابين بالفصام المنيع أي غير المستجيب للمعالجة، كما عند ذوي المقدرة المتدنية لتحمل الآثار الجانبية. ومن ثم بدء في استخدام هذا العقار الجديد عند هؤلاء المرضى.وتبع ذلك بسرعة، إدخال مركبات تالية anhydonia  وأهمها الريسبريدال Risperdal والزيبركسا Zyprexa والسوليان Solian وغيرها.

## كلوزابين
تم تطوير دواء كلوزابين (Clozapine) من قبل شركة الأدوية السويسرية ساندوز للتغلب على الأعراض الجانبية السيئة للثورازين بينما يتم علاج انفصام الشخصية... وكلورابين الذي يؤثر في السيرونونين والدوبامين يسمح للمريض بأداء الوظائف الأخرى عادياً.
لكن المرضى لايزالون في حاجة إلى علاج للتحدث خاصة إذا كانوا يعانون من الإصابة عدة سنوات. وعلى أي حال فنجاح كلوزابين يوضح، على الأقل، أن الذي يسمى بالمرض العقلي من الممكن علاجه جزئياً بالعقاقير. وبفضل هذا العلاج تمكن كثيرون من الذين يستخدمونه من التخلص من سنوات الجحيم كمرضى بانفصام الشخصية ليعيشوا حياة منتجة جديدة.
أحدث كلوزابين تقدما كبيرا في علاج حالات الفصام ولا يستعمل هذا الدواء إلا تحت إشراف الطبيب النفسي وبعد إجراء فحوصات طبية كثيرة; صوره كامله للدم، تخطيط قلب، بالإضافة للفحص السريري نظرا لوجود أعراض جانبية خطرة(نادرة) ولكنها قد تكون مميتة إن أهملت.

## الأثار الجانبية الجنسية
لقد ظهرت آثار جانبية جنسية عند تناول مضادات غير نمطي للذهان. عند الرجال تضعف المضادات للذهان الرغبة الجنسية، تضعف الأداء الجنسي مع صعوبات أساسية في عدم القدرة على القذف. عند النساء قد يكون هناك حيض غير طبيعي وعقم. في كل من الذكور والإناث قد يكبر الصدر ويتسرّب سائل من الحلمات.